# Campionato europeo di pallanuoto 1999 (femminile)
L'VIIIª edizione del campionato europeo di pallanuoto femminile si è svolta a Prato dal 4 al 9 settembre 1999. Il campionato, insieme a quello maschile, a partire da questa edizione, si è disputato in maniera indipendente rispetto ai campionati europei di nuoto, anche se le donne avevano giocato già la prima edizione in questo modo.
Al torneo hanno partecipato otto squadre, divise in due gironi da quattro. Le prime classificate hanno avuto accesso diretto alle semifinali, mentre le seconde e le terze hanno disputato i quarti.

Le padrone di casa dell'Italia hanno vinto il loro terzo titolo europeo consecutivo battendo in finale dopo due supplementari la nazionale olandese.

## Squadre partecipanti
Alle quattro squadre qualificate di diritto (Italia come paese ospitate e campione in carica, Russia, Olanda e Spagna in quanto prime classificate all'Europeo 1997) se ne sono aggiunte altre quattro attraverso le qualificazioni.

GRUPPO A
- Germania
- Russia
- Spagna
- Ungheria

GRUPPO B
- Francia
- Grecia
- Italia
- Paesi Bassi

## Fase preliminare

### Gruppo A
|    | Squadra  | Punti | G | V | N | P | GF | GS | DR  |
| -- | -------- | ----- | - | - | - | - | -- | -- | --- |
| 1. | Ungheria | 6     | 3 | 3 | 0 | 0 | 37 | 24 | +13 |
| 2. | Russia   | 4     | 3 | 2 | 0 | 1 | 34 | 22 | +12 |
| 3. | Spagna   | 2     | 3 | 1 | 0 | 2 | 18 | 32 | -14 |
| 4. | Germania | 0     | 3 | 0 | 0 | 3 | 20 | 31 | -11 |

- 4 settembre

| Spagna   | 7 – 6   | Germania |
| Ungheria | 11 – 10 | Russia   |

- 5 settembre

| Russia   | 16 – 7  | Spagna   |
| Ungheria | 16 – 10 | Germania |

- 6 settembre

| Russia   | 8 – 4  | Germania |
| Ungheria | 10 – 4 | Spagna   |

### Gruppo B
|    | Squadra     | Punti | G | V | N | P | GF | GS | DR  |
| -- | ----------- | ----- | - | - | - | - | -- | -- | --- |
| 1. | Paesi Bassi | 5     | 3 | 2 | 1 | 0 | 38 | 14 | +24 |
| 2. | Italia      | 5     | 3 | 2 | 1 | 0 | 30 | 14 | +16 |
| 3. | Grecia      | 2     | 3 | 1 | 0 | 2 | 23 | 22 | +1  |
| 4. | Francia     | 0     | 3 | 0 | 0 | 3 | 11 | 52 | -41 |

- 4 settembre

| Grecia      | 13 – 5 | Francia |
| Paesi Bassi | 6 – 6  | Italia  |

- 5 settembre

| Paesi Bassi | 10 – 5 | Grecia  |
| Italia      | 17 – 3 | Francia |

- 6 settembre

| Paesi Bassi | 22 – 3 | Francia |
| Italia      | 7 – 5  | Grecia  |

## Fase finale

### Tabellone
|  | Quarti di finale      | Quarti di finale |                           |                           | Semifinali | Semifinali |  |  | Finale | Finale |
|  |                       |                  |                           |                           |            |            |  |  |        |        |
|  |                       |                  |                           |                           |            |            |  |  |        |        |
|  |                       |                  |                           |                           |            |            |  |  |        |        |
|  | Ungheria              |                  |                           |                           |            |            |  |  |        |        |
|  |                       |                  |                           |                           |            |            |  |  |        |        |
|  | ammessa in semifinale |                  |                           |                           |            |            |  |  |        |        |
|  | Ungheria              | 5                |                           |                           |            |            |  |  |        |        |
|  | Ungheria              | 5                |                           |                           |            |            |  |  |        |        |
|  |                       | Italia           | 6                         |                           |            |            |  |  |        |        |
|  | Italia                | Italia           | 6                         | 8                         |            |            |  |  |        |        |
|  | Italia                |                  |                           | 8                         |            |            |  |  |        |        |
|  | Spagna                | 2                |                           |                           |            |            |  |  |        |        |
|  | Spagna                | 2                | Italia                    | 10                        |            |            |  |  |        |        |
|  |                       |                  | Italia                    | 10                        |            |            |  |  |        |        |
|  |                       | Paesi Bassi      | 9                         |                           |            |            |  |  |        |        |
|  | Paesi Bassi           | Paesi Bassi      | 9                         |                           |            |            |  |  |        |        |
|  |                       |                  |                           |                           |            |            |  |  |        |        |
|  | ammessa in semifinale |                  |                           |                           |            |            |  |  |        |        |
|  | Paesi Bassi           | 8                | Finale per il terzo posto | Finale per il terzo posto |            |            |  |  |        |        |
|  | Paesi Bassi           | 8                | Finale per il terzo posto | Finale per il terzo posto |            |            |  |  |        |        |
|  |                       | Russia           | 7                         |                           |            |            |  |  |        |        |
|  | Russia                | Russia           | 7                         | 6                         | Ungheria   | 5          |  |  |        |        |
|  | Russia                |                  |                           | 6                         | Ungheria   | 5          |  |  |        |        |
|  | Grecia                | 3                |                           | Russia                    | 7          |            |  |  |        |        |
|  | Grecia                | 3                |                           |                           | 7          |            |  |  |        |        |
|  |                       |                  |                           |                           |            |            |  |  |        |        |
|  |                       |                  |                           |                           |            |            |  |  |        |        |

### Quarti di finale
- 8 settembre

| Italia | 8 – 2 | Spagna |
| Russia | 6 – 3 | Grecia |

### Semifinali
- 9 settembre

| Ungheria    | 5 – 6 | Italia |
| Paesi Bassi | 8 – 7 | Russia |

### Finali
- 8 settembre — 7º posto

| Germania | 12 – 6 | Francia |

- 9 settembre — 5º posto

| Grecia | 10 – 4 | Spagna |

- 9 settembre — Finale per il Bronzo

| Ungheria | 5 – 7 | Russia |

- 9 settembre — Finale per l'Oro

| Italia | 10 – 9 d2TS | Paesi Bassi |

## Classifica finale
| Pos. | Squadra     |
| ---- | ----------- |
|      | Italia      |
|      | Paesi Bassi |
|      | Russia      |
| 4    | Ungheria    |
| 5    | Grecia      |
| 6    | Spagna      |
| 7    | Germania    |
| 8    | Francia     |

## Fonti
- (EN) Todor66.com - Sport statistics Archive, su todor66.com. URL consultato il 21 gennaio 2011 (archiviato dall'url originale il 29 aprile 2012).